# Lawrence H. Smith

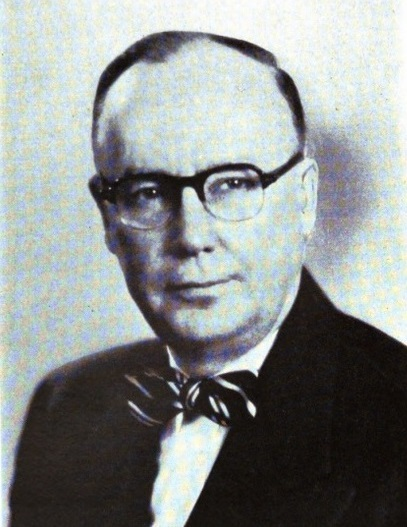
Lawrence H. Smith

Lawrence Henry Smith (* 15. September 1892 in Racine, Wisconsin; † 22. Januar 1958 in Washington, D.C.) war ein US-amerikanischer Politiker. Zwischen 1941 und 1958 vertrat er den Bundesstaat Wisconsin im US-Repräsentantenhaus.

## Werdegang
Lawrence Smith besuchte die öffentlichen Schulen seiner Heimat und danach das State Teachers College in Milwaukee. Nach einem anschließenden Jurastudium an der Marquette University in Milwaukee und seiner im Jahr 1923 erfolgten Zulassung als Rechtsanwalt begann er in Racine in seinem neuen Beruf zu arbeiten. Smith hatte seine Ausbildung während des Ersten Weltkrieges unterbrochen, um zwischen 1917 und 1919 als Oberleutnant in einer Infanteriedivision der US Army zu dienen.
Politisch war Smith Mitglied der Republikanischen Partei. Nach dem Tod des Kongressabgeordneten Stephen Bolles wurde er bei der fälligen Nachwahl für den ersten Sitz von Wisconsin als dessen Nachfolger in das US-Repräsentantenhaus in Washington gewählt. Dort trat er am 29. August 1941 sein neues Mandat an. Nach acht Wiederwahlen konnte er bis zu seinem Tod am 22. Januar 1958 im Kongress verbleiben. In diese Zeit fielen der Zweite Weltkrieg, der Beginn des Kalten Krieges und der Koreakrieg sowie der Beginn der Bürgerrechtsbewegung in den Vereinigten Staaten. Im Jahr 1951 wurde der 22. Verfassungszusatz im Kongress verabschiedet.
Lawrence Smith wurde in seinem Wohnort Racine beigesetzt.